# 市ヶ谷台

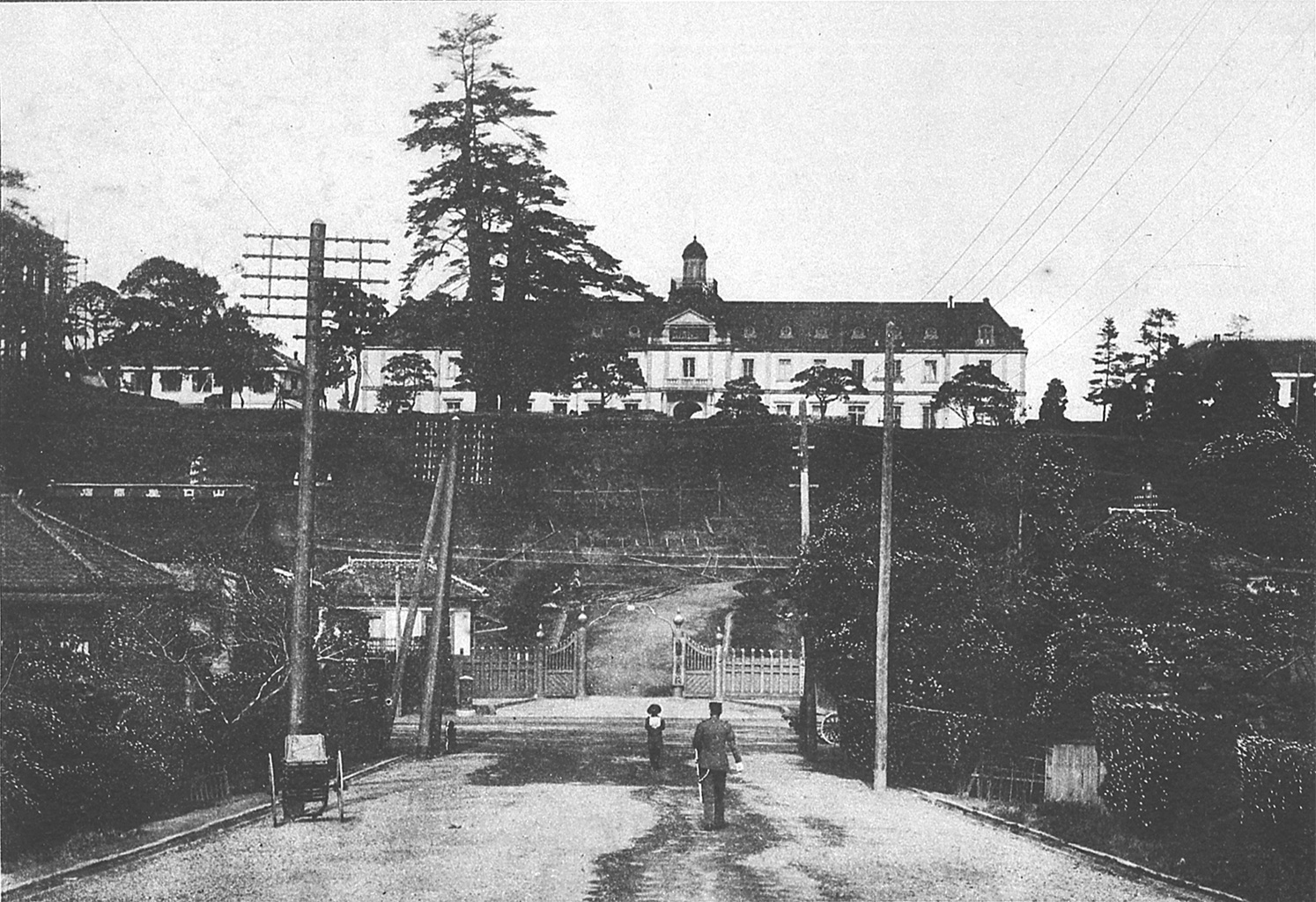
1907年（明治40年）当時、市ヶ谷台の陸軍士官学校本部（奥）と正門（手前）。「市ヶ谷台上」とも称されていた通り陸士は台地に置かれ、この丘は現在の防衛省市ヶ谷地区にも残り陸士跡に建つ防衛省市ヶ谷庁舎も丘の上にある。本部と正門の間にある坂が武窓用語における「極楽坂」と「地獄坂」

市ヶ谷台（いちがやだい）とは、東京都新宿区の市ケ谷駅西方にある台地の通称。
江戸城・皇居西方の高台である市ヶ谷台の南側には江戸・東京の防衛の要として江戸から現在まで重要な防衛施設が置かれており、「市ヶ谷台」はそれらの通称ともなっている。特に、陸軍士官学校（陸士）が市ヶ谷にあった頃には、陸士を指して「市ヶ谷台」と言い、陸士生徒（士官候補生）や陸士出身の陸軍将校の事を「市ヶ谷台上の人」とも呼称した。

## 概要
市ヶ谷台とは、東京都新宿区の市ケ谷駅西方にある台地の通称であるが、主に南端の市谷本村町周辺を指す。
ここは、上記の通り首都防衛の要として、様々な国防関連施設が置かれてきた。具体的には、江戸時代には御三家である尾張徳川藩上屋敷があり、明治維新後に薩摩藩兵の屯所として利用され、その後も同じ敷地を利用して国防関係施設が建てられた。特に1874年（明治7年）から1937年（昭和12年）までは陸軍士官学校（士官学校の本科。拡充のため神奈川県座間へ移転）、同じく1941年（昭和16年）までは陸軍予科士官学校（予士。士官学校の予科。拡充のため埼玉県朝霞市へ移転）が置かれ、多くの陸軍将校・士官候補生を養成した。
1941年9月に予士は市ヶ谷から朝霞へ移転するが、同年12月に陸軍省・参謀本部（大本営陸軍部）・教育総監部・陸軍航空総監部の中央省部が三宅坂から市ヶ谷に移転、第二次世界大戦（太平洋戦争）終戦後の陸海軍解体まで帝国陸軍の中枢が置かれていた。
終戦後の米進駐軍（GHQ）による接収終了後の1959年（昭和34年）からは、自衛隊市ヶ谷駐屯地・市ヶ谷基地となり、陸上自衛隊東部方面総監部や統合幕僚学校などが置かれていた。2000年（平成12年）には赤坂の防衛庁檜町地区より防衛庁（現防衛省）が移転、現在は防衛省市ヶ谷地区として防衛省庁舎や中央指揮所が置かれる日本の国防の中枢となっている。
陸士が市ヶ谷にあったころには「市ヶ谷台」と言えば陸軍士官学校のことを指したが、後年になっても市ヶ谷駐屯地は「市ヶ谷台」の通称で呼ばれ、また現在も防衛省が防衛省市ヶ谷地区見学ツアーに「市ヶ谷台ツアー」の名を冠しておりその名をとどめている。